# Ashley Estes Kavanaugh
Ashley Estes Kavanaugh est une personnalité publique et ancienne attachée politique américaine. Elle est mariée depuis 2004 au juge assesseur de la Cour suprême des États-Unis Brett Kavanaugh.

## Éducation
Estes Kavanaugh est née à Abilene, au Texas. Peu de choses sont connues au sujet de sa famille. Elle est diplômée de la Cooper High School d'Abilene en 1993, où elle est alors membre du Conseil Étudiant et joue au golf pendant trois ans. Elle fréquente ensuite l'Université du Texas à Austin, dont elle sort diplômée en 1997 en journalisme.

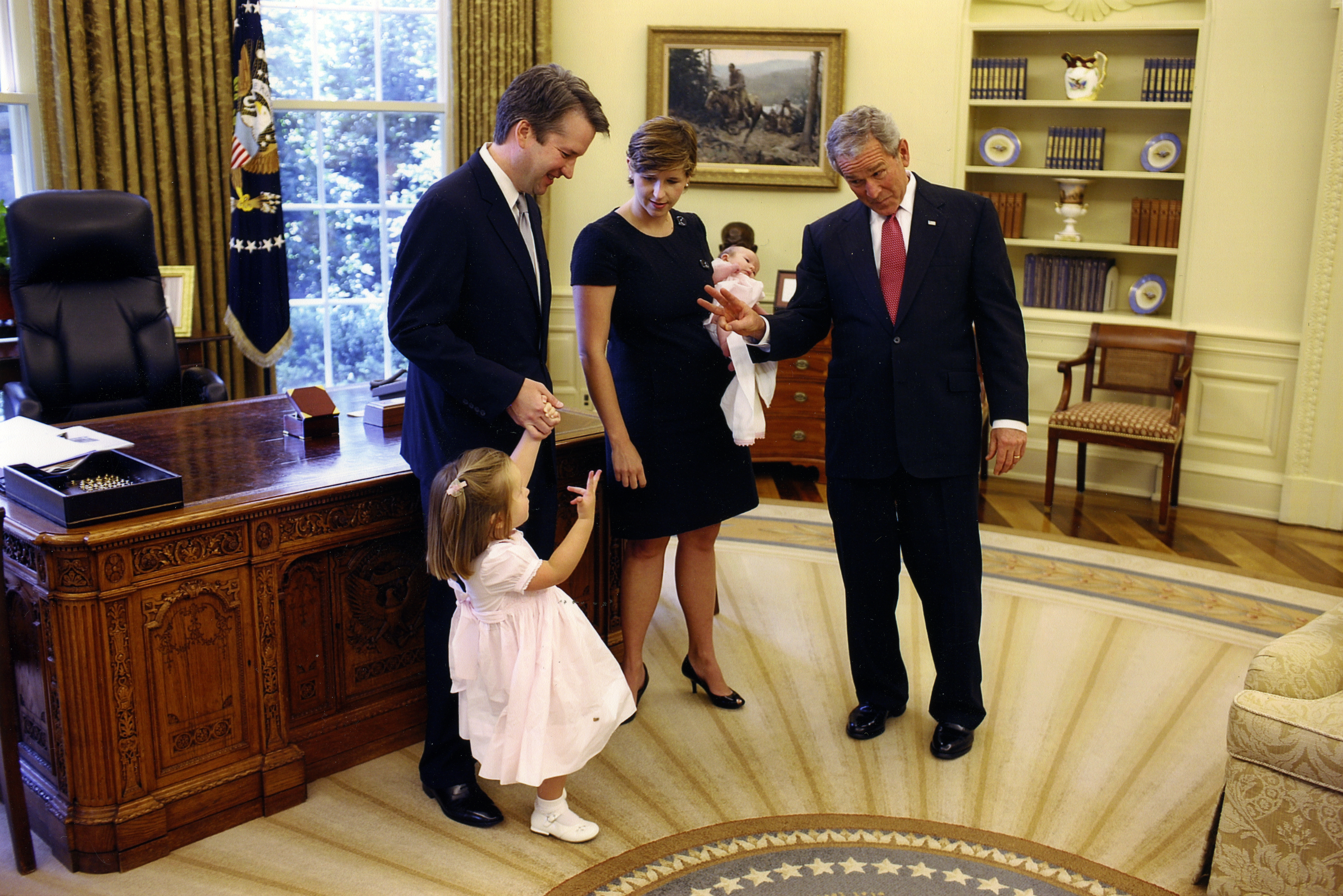
La famille Kavanaugh avec le Président George W. Bush

## Carrière
Estes Kavanaugh est l'assistante de George W. Bush de 1996 à 1999, au cours de son mandat en tant que Gouverneur du Texas et lors de sa campagne présidentielle en 2000. Quand Bush est élu président en janvier 2001, Estes Kavanaugh prend le poste de secrétaire personnelle du Président ; elle occupe ce poste jusqu'en 2004.
Estes Kavanaugh est aussi la directrice des projets spéciaux pour la Fondation présidentielle George W. Bush de 2005 à 2009, puis coordonnatrice aux relations presse du George W. Bush Presidential Center en 2009-2010.
En 2018, Kavanaugh sert en tant que gestionnaire municipal pour la ville de Chevy Chase Section Five, dans le Maryland, un travail qu'elle effectue essentiellement depuis chez elle ; son salaire annuel est de 66 000$. Elle occupe cette fonction depuis 2016.
Alors que son époux est accusé par trois femmes d'agression sexuelle, elle décide de le soutenir. Lors d'une interview pour Fox News Channel, elle dit : « Ce n'est pas dans son caractère. C'est vraiment difficile à croire. Il est décent. Il est gentil. Il est bon. Je connais son cœur. Ce ne ressemble pas à Brett. ».

## Vie personnelle

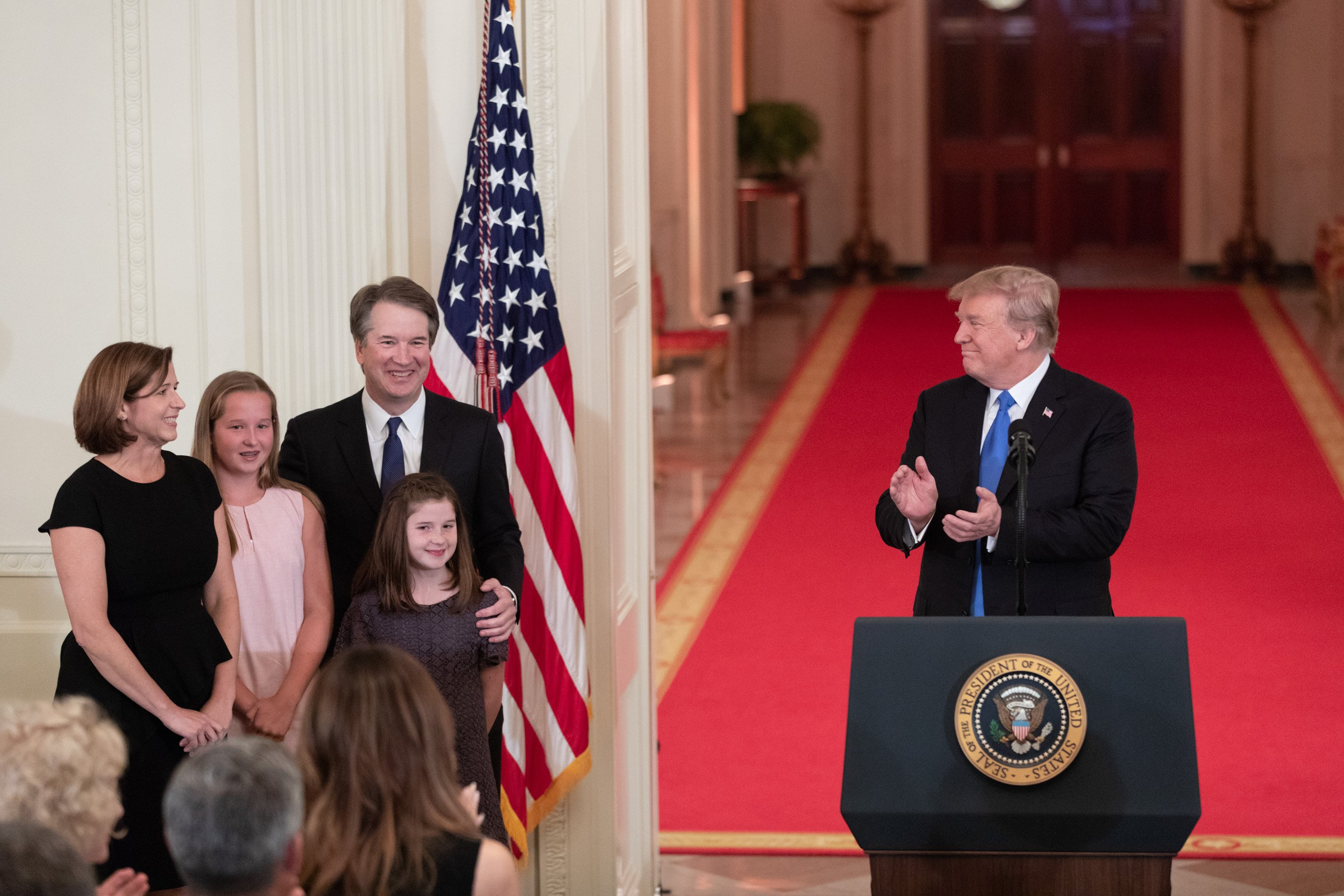
La famille Kavanaugh avec le Président Donald Trump

En 2004, elle épouse un autre membre du personnel de l'Aile Ouest de la Maison-Blanche, Brett Kavanaugh, qu'elle a rencontré quelques jours après les Attentats du 11 septembre 2001. Le Président Bush et la Première dame Laura Bush assistent à la cérémonie de mariage à Georgetown. Le couple a deux enfants, Liza et Margaret.